# GNOME 3
GNOME 3（グノーム3）は、GNOMEデスクトップ環境の3番目のリリースシリーズで、2011年4月6日のGNOME 3.0以降、現在に至るまで開発およびリリースが続いている。2020年10月時点の最新版はGNOME 3.38。

## 概要

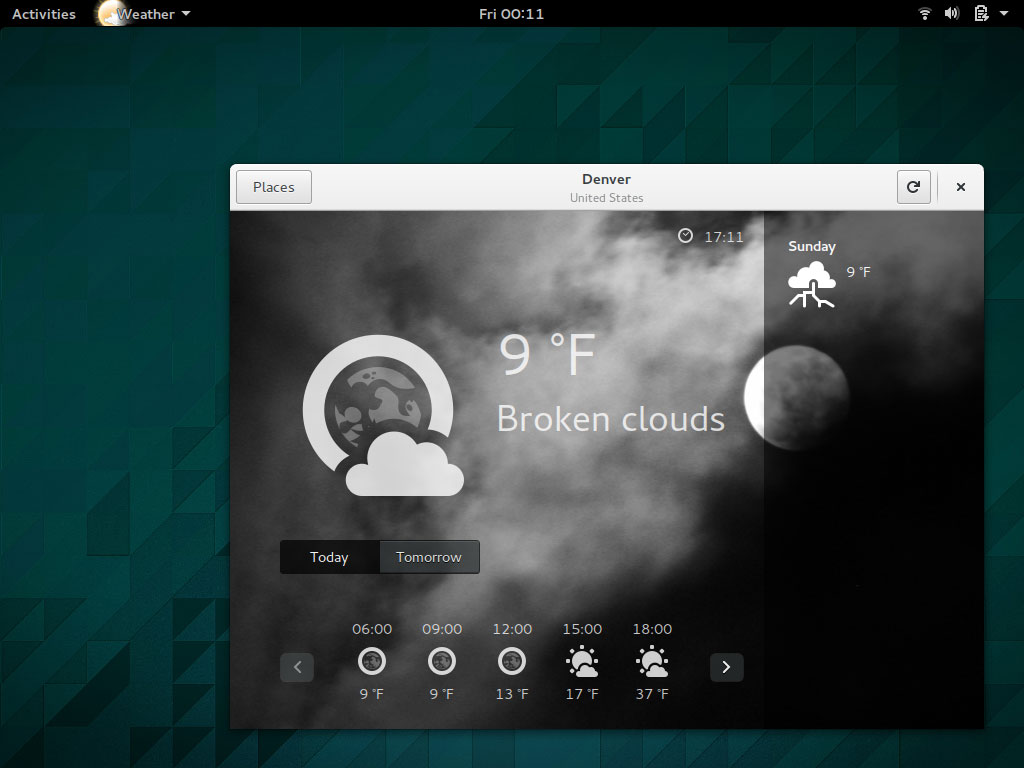
GNOME 3はユーザーインターフェースの設計に関して、よりモダンなアプローチを取る

GNOME 1とGNOME 2が伝統的なデスクトップメタファーを持っていたのに対して、2011年にリリースされたGNOME 3はGNOME Shellにこれを切り替え、"Overview"と呼ばれるタスク管理と仮想デスクトップ機能を持つより抽象的なメタファーを備えている。また、GNOME 2のデフォルトのウィンドウマネージャのMetacityをMutterが置き換え、最小化と最大化のボタンはデフォルトでは表示されなくなり、タイトルバーとメニューバーはクライアントサイド・デコレーションの機構経由で"ヘッダーバー"と呼ばれる水平方向のバーに一つに統合された。また、AdwaitaがClearlooksに変わってデフォルトのテーマとなった。多くのGNOME Core Applicationがより一貫性のあるユーザー体系を提供するために再設計されている。

### 批判

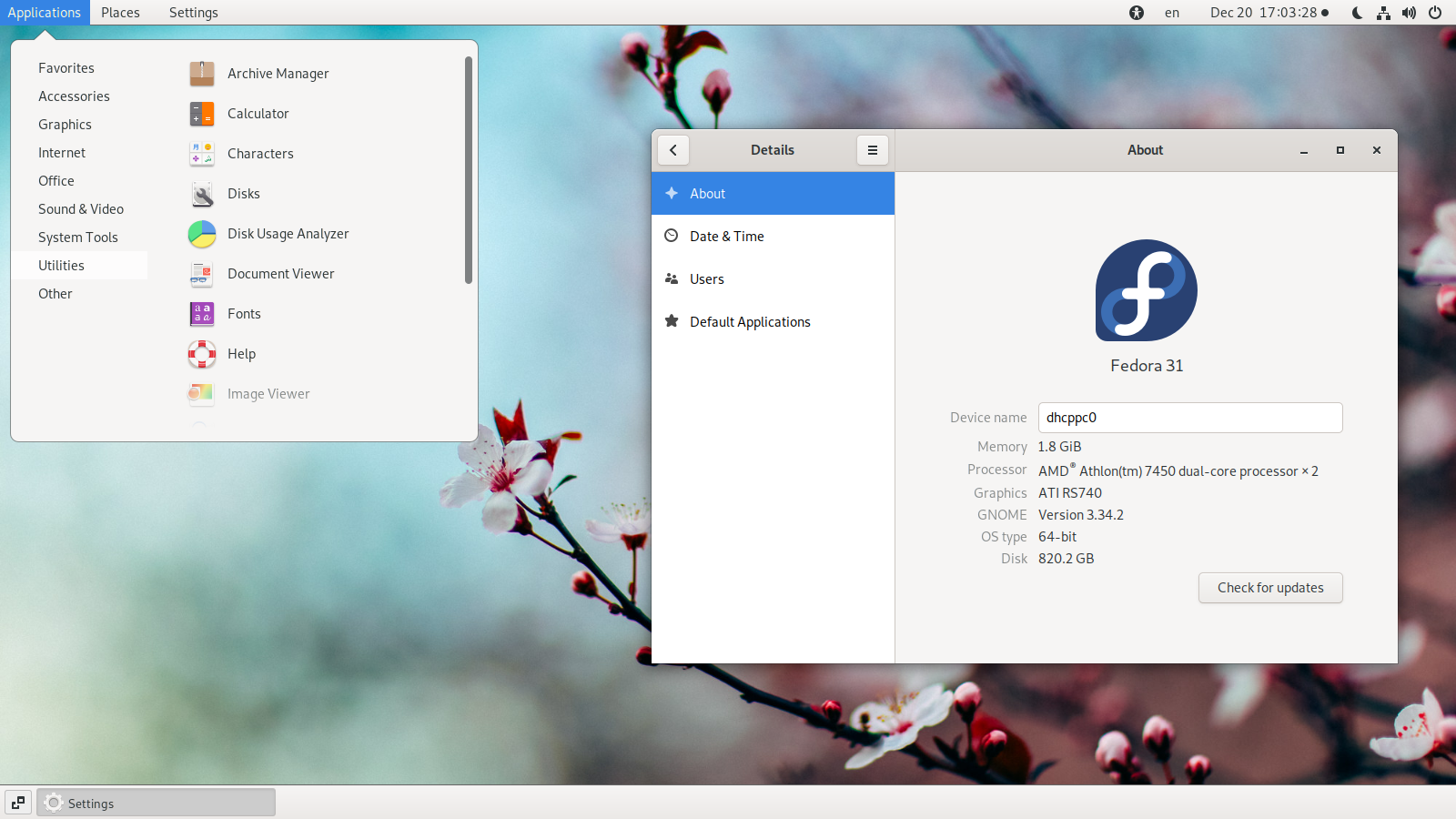
GNOME Classic環境

GNOME 3のリリースは、メニューバーとタスクバーを廃止したことで知られるが、これはGNUとLinuxのコミュニティで議論を引き起こした。MATEデスクトップ環境は、GNOME 2のコードベースから、GNOME 2の伝統的なインターフェースを保ちつつ、GTK 3のようなより現代的なLinuxの技術に準拠する形でフォークされている。また、GNOME 3のコードベースからはCinnamonへのフォークが行われている。
GNOME 3の初期のリリースに対する批判の中には、Linuxカーネルの開発創始者、リーナス・トーバルズによるものもあった。リーナスはGNOME 3.0のリリース後にGNOMEの使用をやめ、彼のようなGNOME 3に対する異論は、彼の知っている多くのLinux開発者の抱くものになっていると述べている。その後、2013年、リーナスは「過去1年の間に（GNOME 3は）より良くなった」と述べ、GNOMEを使うのを再開したが、"GNOME Tweak Tool"がGNOME 3に含まれるべきことを提案している。
2015年時点では、GNOME 3に対する評価はより好意的なものとなっている。例を挙げれば、歴史的にGNOME 2を使用し、GNOME 3のリリース時にXfceの使用に切り替えたLinuxディストリビューションのDebianは、Debian 8 "Jessie"のリリースに合わせて、GNOME 3を使用するように再度変更している。

## リリース

### GNOME 3.0

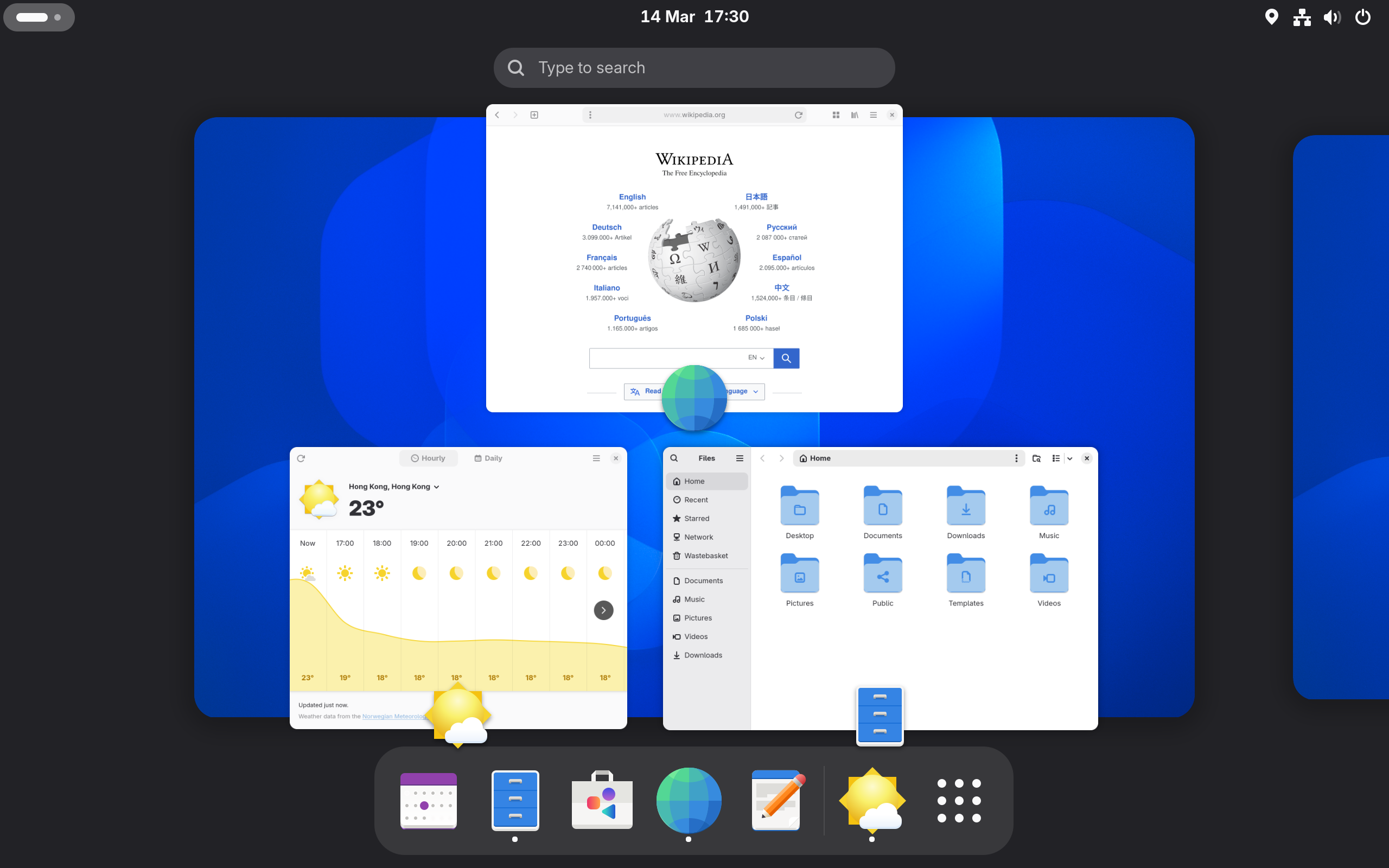
GNOME 3.0

GNOME 3.0は、2011年4月にリリースされた。このリリースは、GNOME 3シリーズの最初のリリースであり、デスクトップ全体が現代的に再設計された。"Activities Overview"や通知、統合されたメッセーングなどをこれは含んでおり、デスクトップ検索機能も強化されている。また、付属のアプリケーション類もこれに合わせて更新されている。

### GNOME 3.2

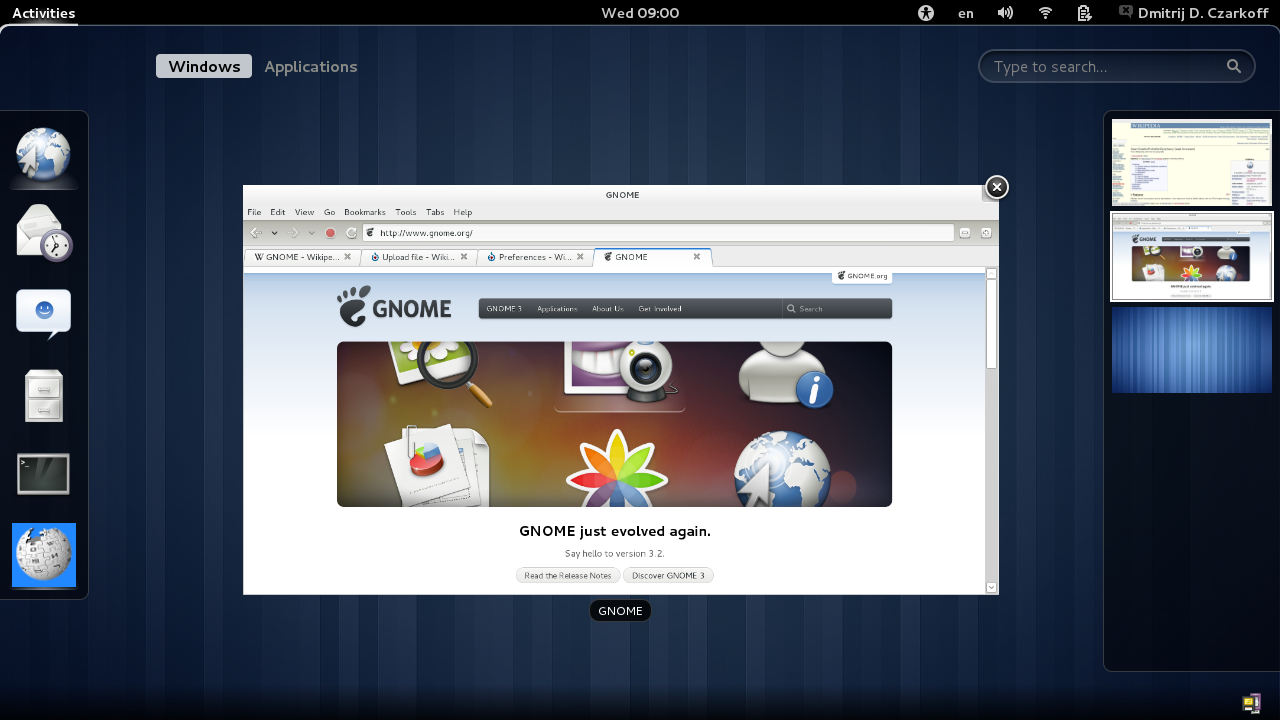
GNOME 3.2

GNOME 3.2は、2011年9月にリリースされた。このリリースでは、各種オンラインアカウントのサポートが追加されたほか、ウェブサイトをウェブアプリケーションとして登録できるようになった。また、連絡先管理のためのContactsアプリが新たに追加されており、これはEvolutionやEmpathy内の連絡先と結びついている。

### GNOME 3.4
GNOME 3.4は、2012年3月にリリースされた。このリリースでは、DocumentsやEpiphanyアプリケーションで新たな見た目が導入されたほか、アクティビティ画面から文書を検索できるようになった。

### GNOME 3.6

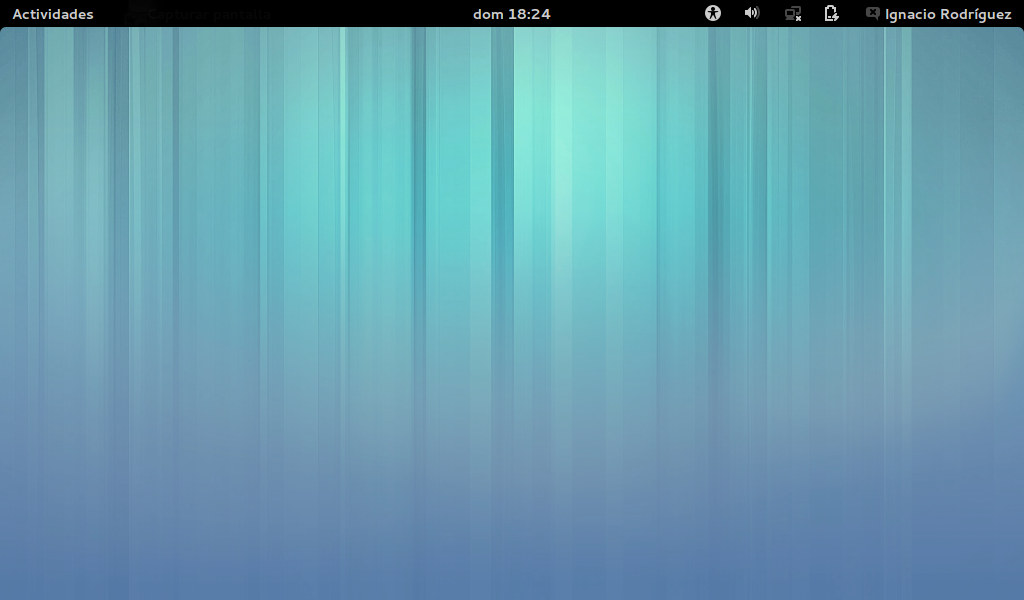
GNOME 3.6

GNOME 3.6は、2012年9月にリリースされた。このリリースでは、リモート/仮想マシン管理アプリケーションのGNOME Boxesや、時計アプリのGNOME Clocksが導入されたほか、GNOME DisksやEmpathyなど他の多くのアプリにも改良が加えられた。

### GNOME 3.8
GNOME 3.8は、2013年3月にリリースされた。このリリースでは、アプリケーション起動画面に改良が加えられたほか、検索結果の表示画面も改良された。また、このリリースから拡張機能を組み合わせてClassic Modeが提供されている。

### GNOME 3.10

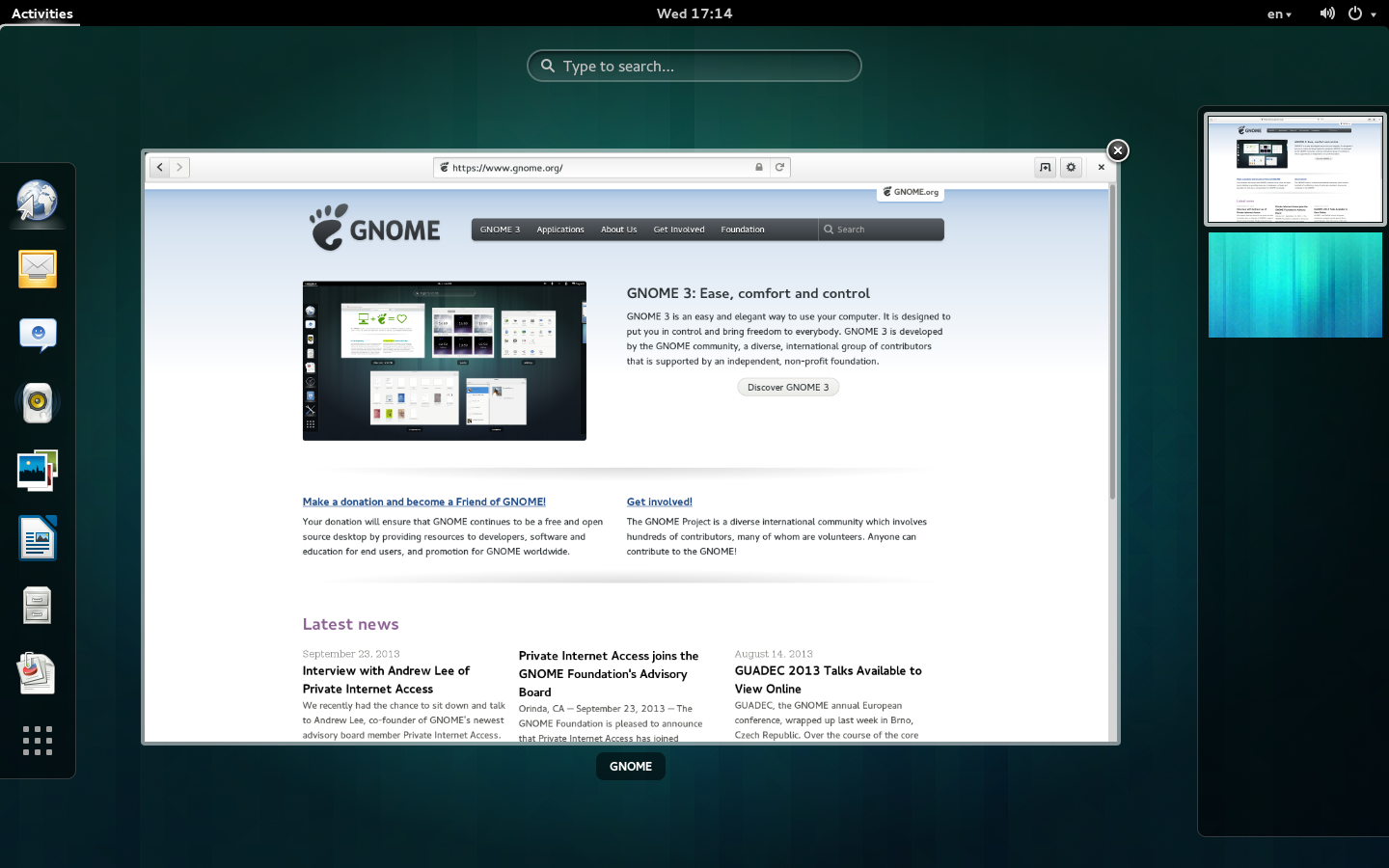
GNOME 3.10

GNOME 3.10は、2013年9月にリリースされた。このリリースでは、Waylandに対する対応が追加されたほか、ヘッダーバーが新たに導入された。また、GNOME Music、GNOME Photos、GNOME Notes、GNOME Mapsと、多数のアプリケーションが追加されている。

### GNOME 3.12
GNOME 3.12は、2014年3月にリリースされた。このリリースでは、「ソフトウェア」アプリが改良されたほか、新たにGNOME Videosアプリが追加された。また、geditがメジャーアップデートしている。

### GNOME 3.14

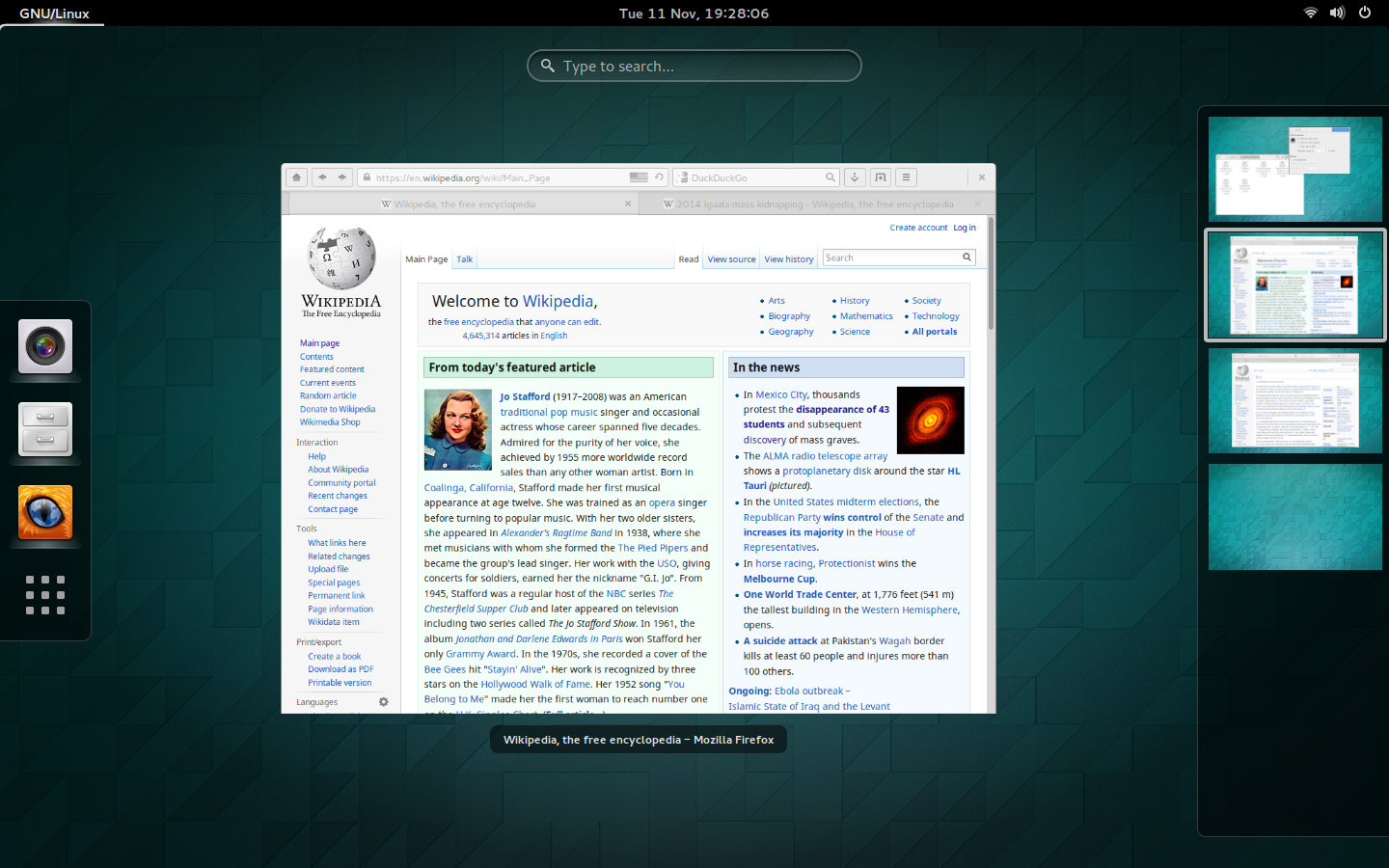
GNOME 3.14

GNOME 3.14は、2014年9月にリリースされた。このリリースでは、GNOME Weatherアプリが再設計されたほか、GNOME Photosアプリにオンラインアカウントのサポートが加えられた。また、マルチタッチやネットワークベースの共有のサポートが強化されている。

### GNOME 3.16

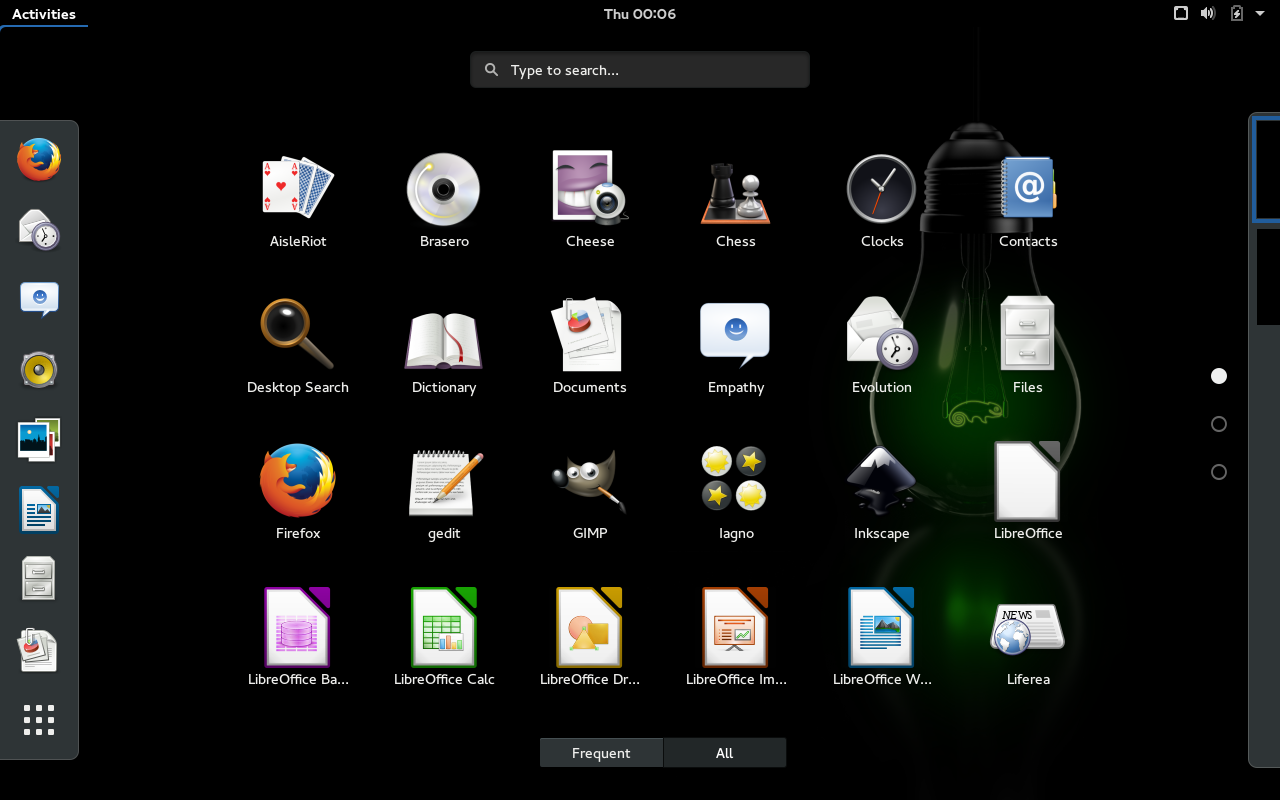
GNOME 3.16

GNOME 3.16は、2015年3月にリリースされた。このリリースでは、通知表示が再設計されたほか、ファイルアプリも大幅に強化されている。また、スクロールバーに対しても改良が加えられた。

### GNOME 3.18

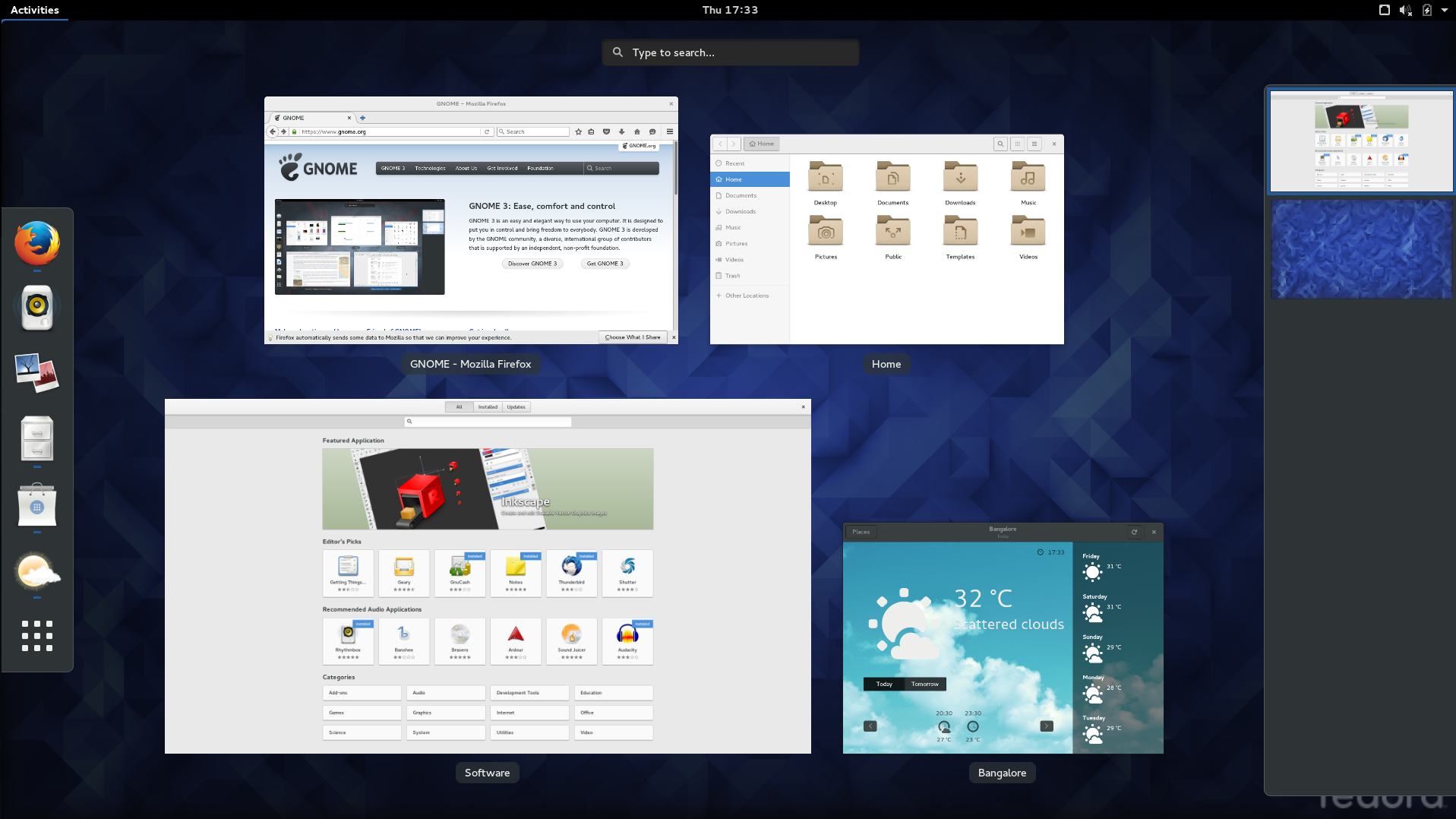
GNOME 3.18

GNOME 3.18は、2015年9月にリリースされた。このリリースではファイルアプリにGoogle Driveへの統合機能が加わったほか、BIOSのようなコンピュータのファームウェアをアップデートする仕組みがサポートされた。また、GNOMEカレンダーアプリが新たに加わっている。

### GNOME 3.20
GNOME 3.20は、2016年3月にリリースされた。このリリースでは、ソフトウェアアプリからOSのアップグレードをより容易にできるようになったほか、Photosアプリに編集機能が追加され、Polari（IRCクライアント）アプリに大きな改良が加えられた。

### GNOME 3.22

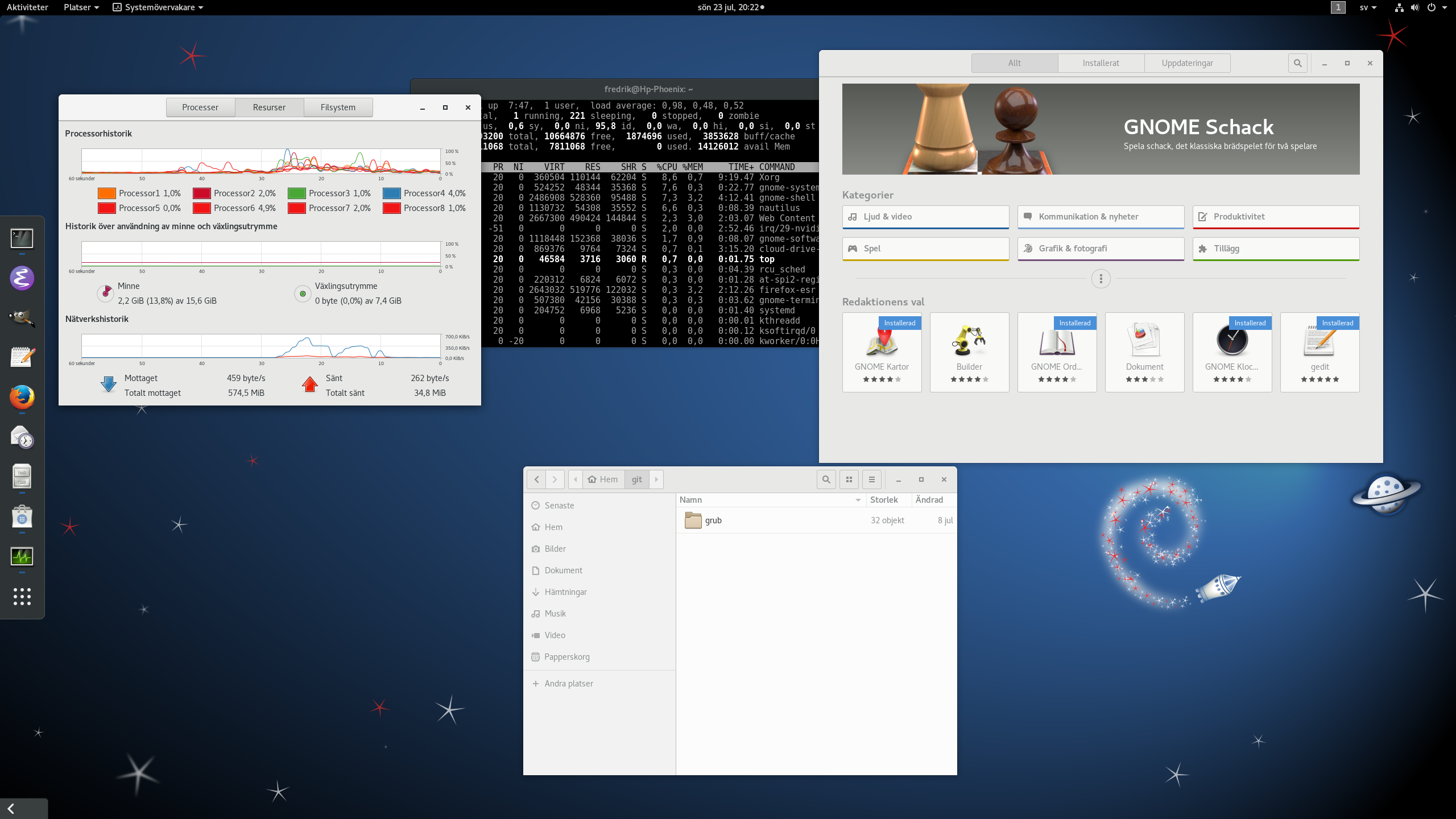
GNOME 3.22

GNOME 3.22は、2016年9月にリリースされた。このリリースでは、GNOMEにFlatpakが新たに統合されたほか、ファイルアプリでは、複数のファイルを同時にリネームできるようになった。また、キーボード設定や、dconf Editorなどに対する改良も加えられている。

### GNOME 3.24

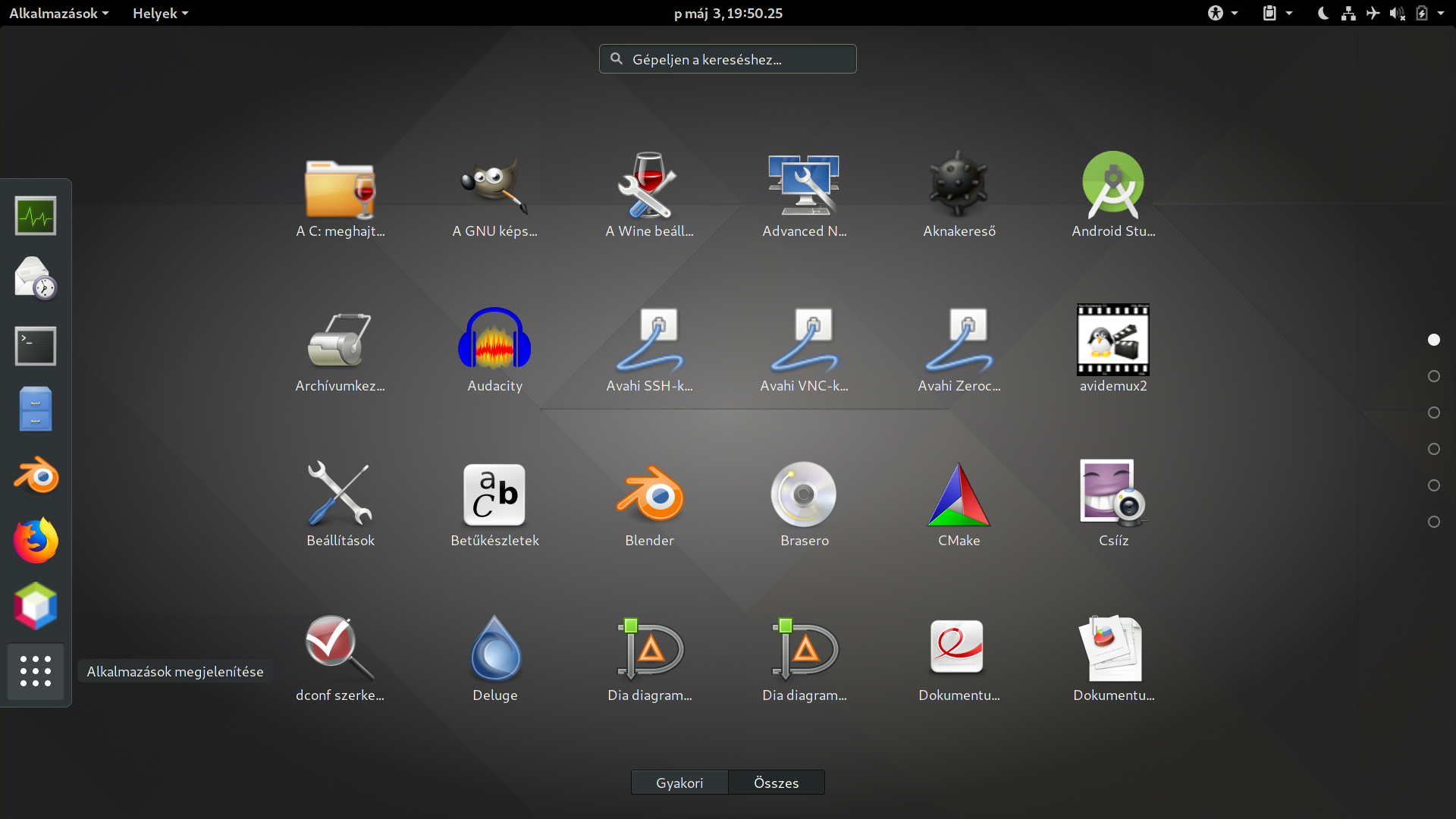
GNOME 3.24

GNOME 3.24は、2017年3月にリリースされた。このリリースでは、夜間モードが追加されたほか、Recipesアプリケーションが新たに加わった。また、通知エリアやブラウザの機能強化なども行われている。

### GNOME 3.26
GNOME 3.26は、2017年9月にリリースされた。このリリースでは、検索機能が強化されたほか、新たな絵文字が追加された。またWebには同期機能が加わり、ディスプレイの設定画面も改良されている。

### GNOME 3.28

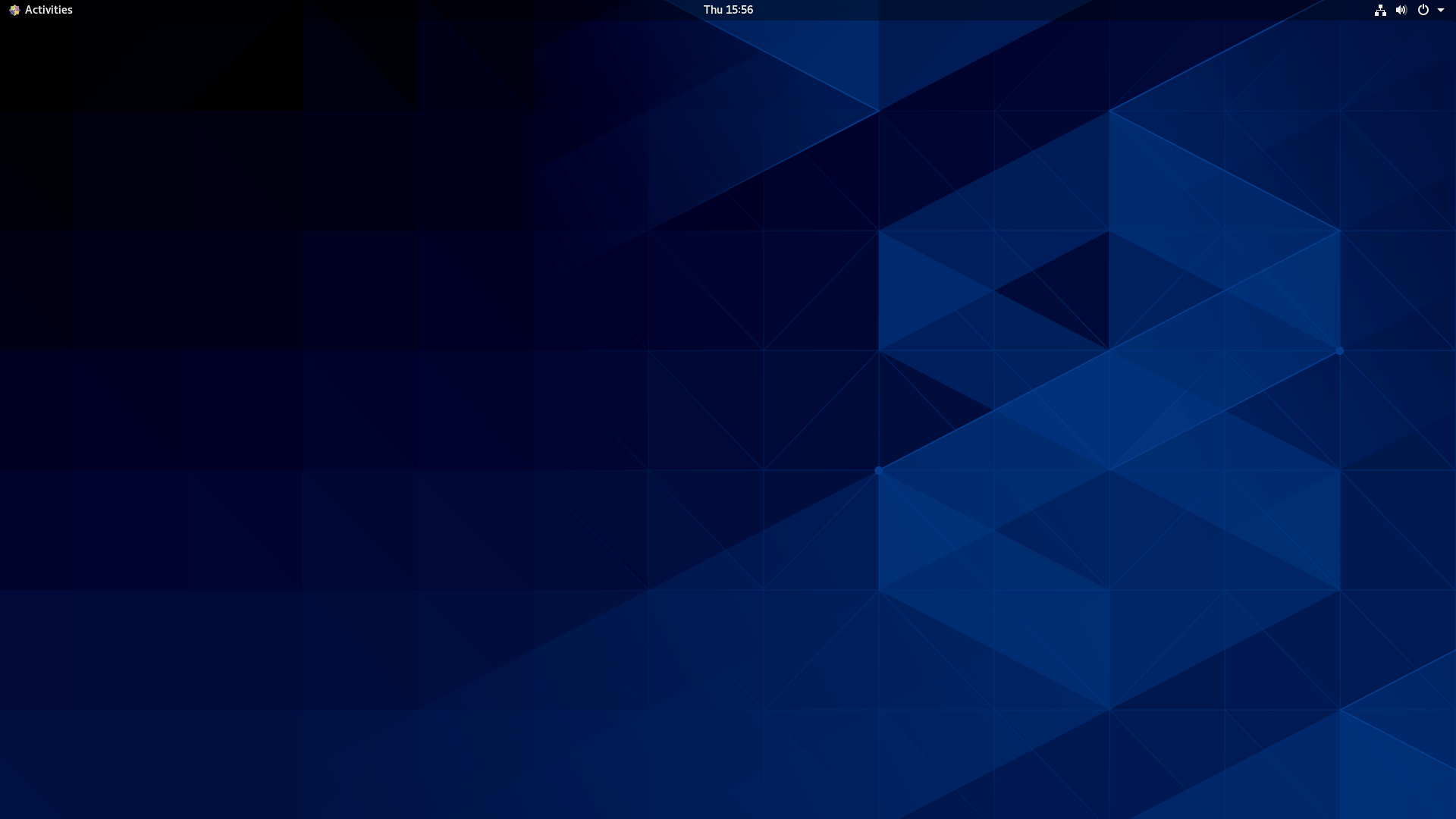
GNOME 3.28

GNOME 3.28は、2018年3月にリリースされた。このリリースでは、ClocksやContacts、CalendarなどのアプリでPIM機能が強化されたほか、Cantarellフォントに改良が加えられた。また、リソース確認のためのGNOME Usageアプリが新たに追加されている。

### GNOME 3.30

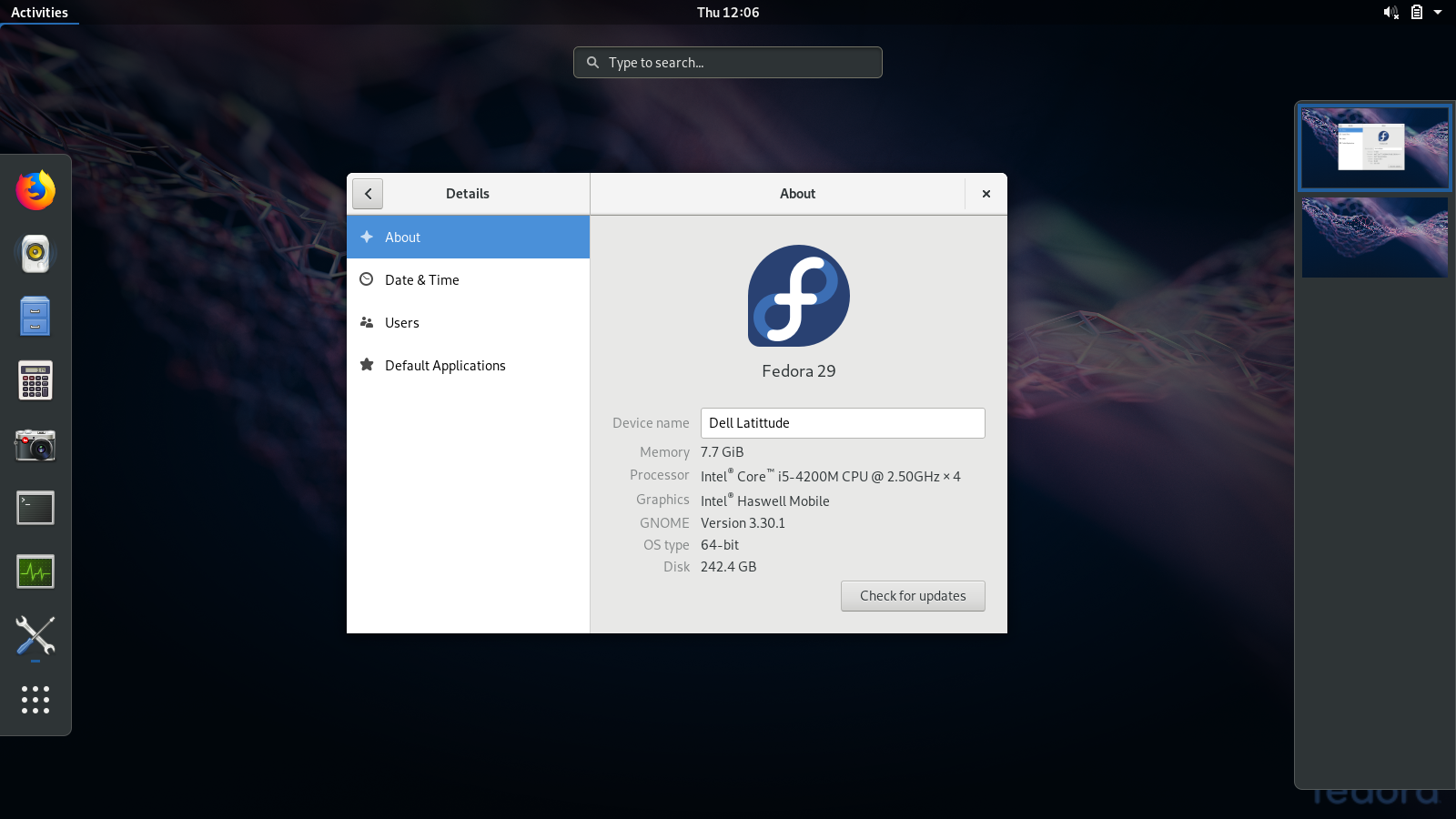
GNOME 3.30

GNOME 3.30は、2018年9月にリリースされた。このリリースでは、デスクトップのパフォーマンスが向上したほか、画面共有機能が改善された。また、コンテンツにフォーカスするために、Webのインターフェースが変更されている。

### GNOME 3.32

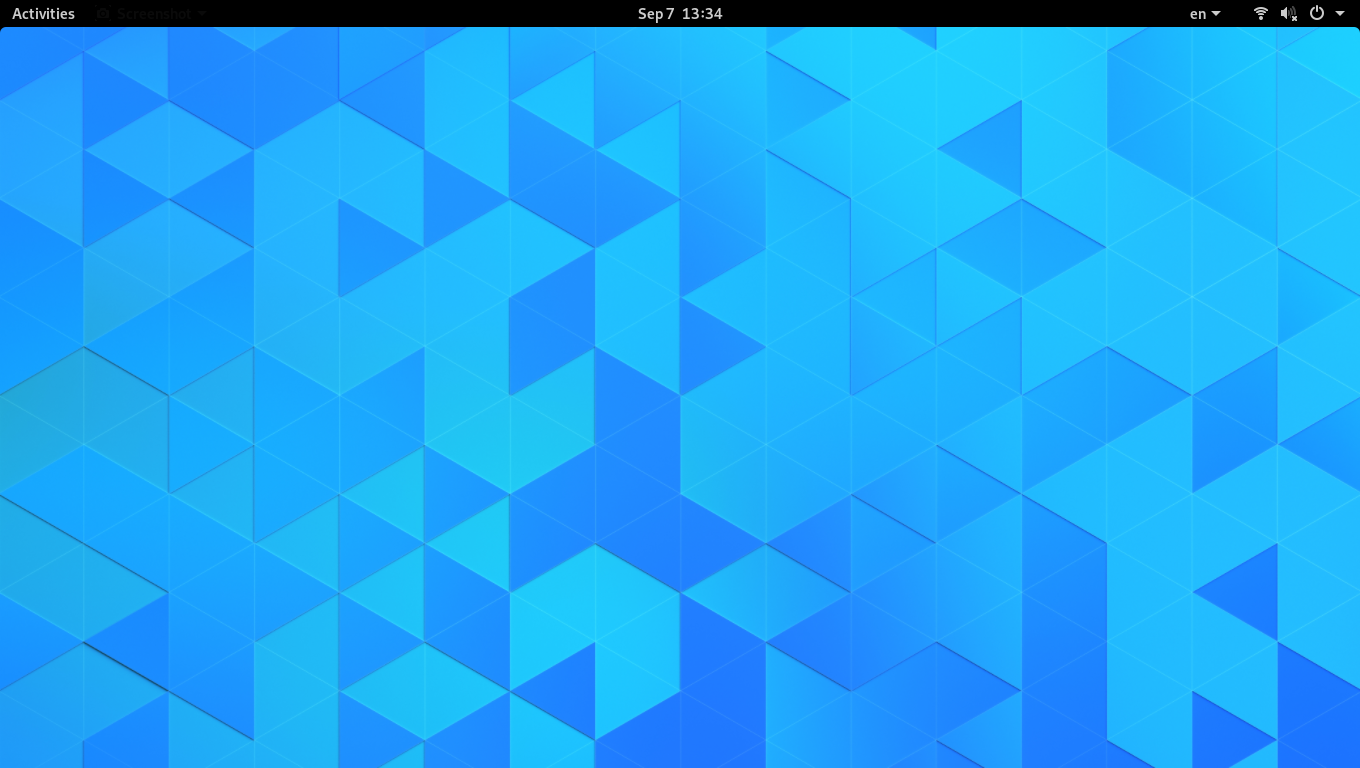
GNOME 3.32

GNOME 3.32は、2019年3月にリリースされた。このリリースでは設定アプリにApplicationsの項目が追加され、多くのアプリのリソースと権限について表示、変更できるようになった。また、Boxesやソフトウェアアプリにも改良が加えられている。

### GNOME 3.34

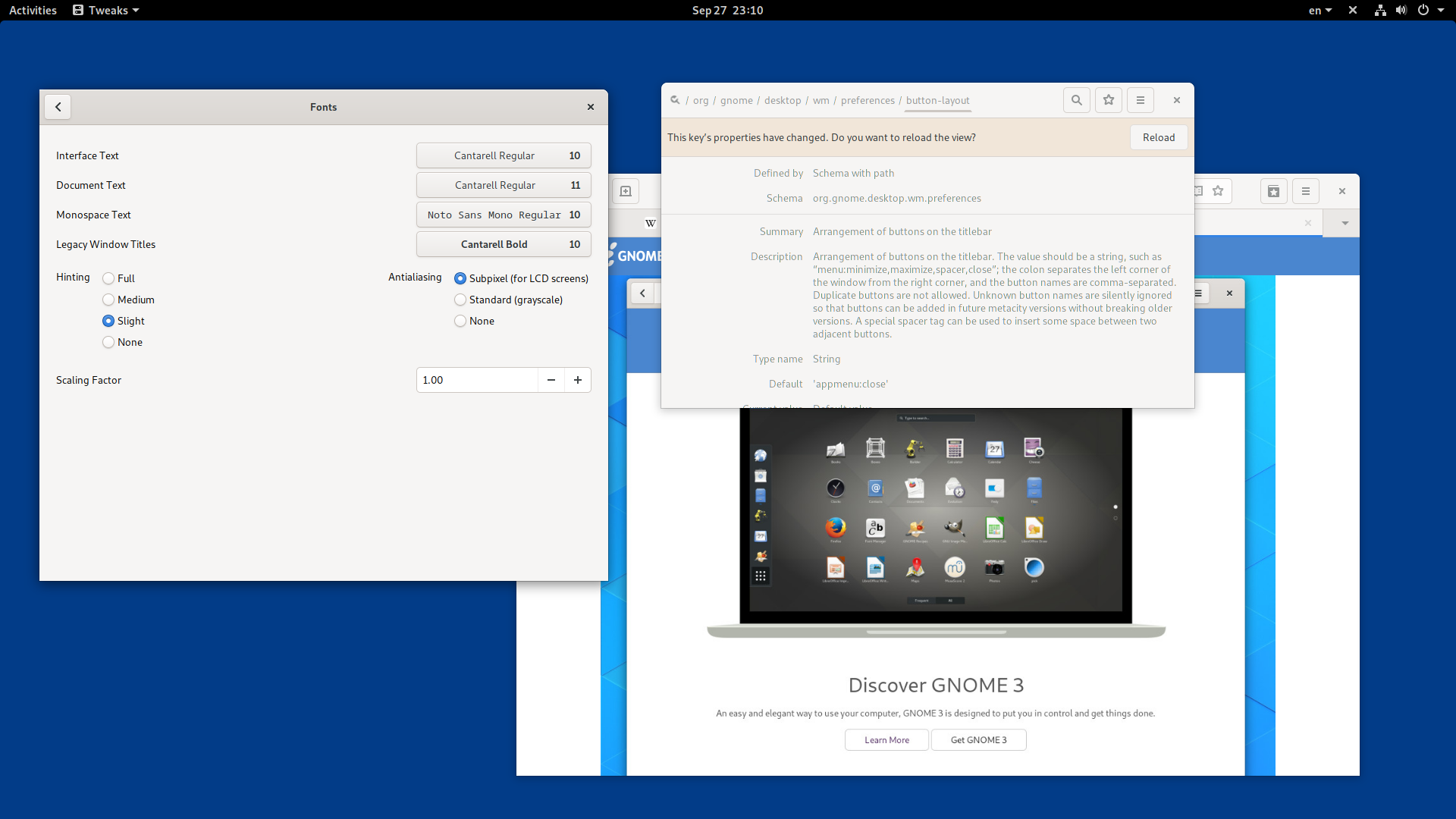
GNOME 3.34

GNOME 3.34は、2019年9月にリリースされた。このリリースでは、新たに背景のプレビューができるようになったほか、MusicやBoxesを始めとしたアプリにも改良が加えられている。

### GNOME 3.36

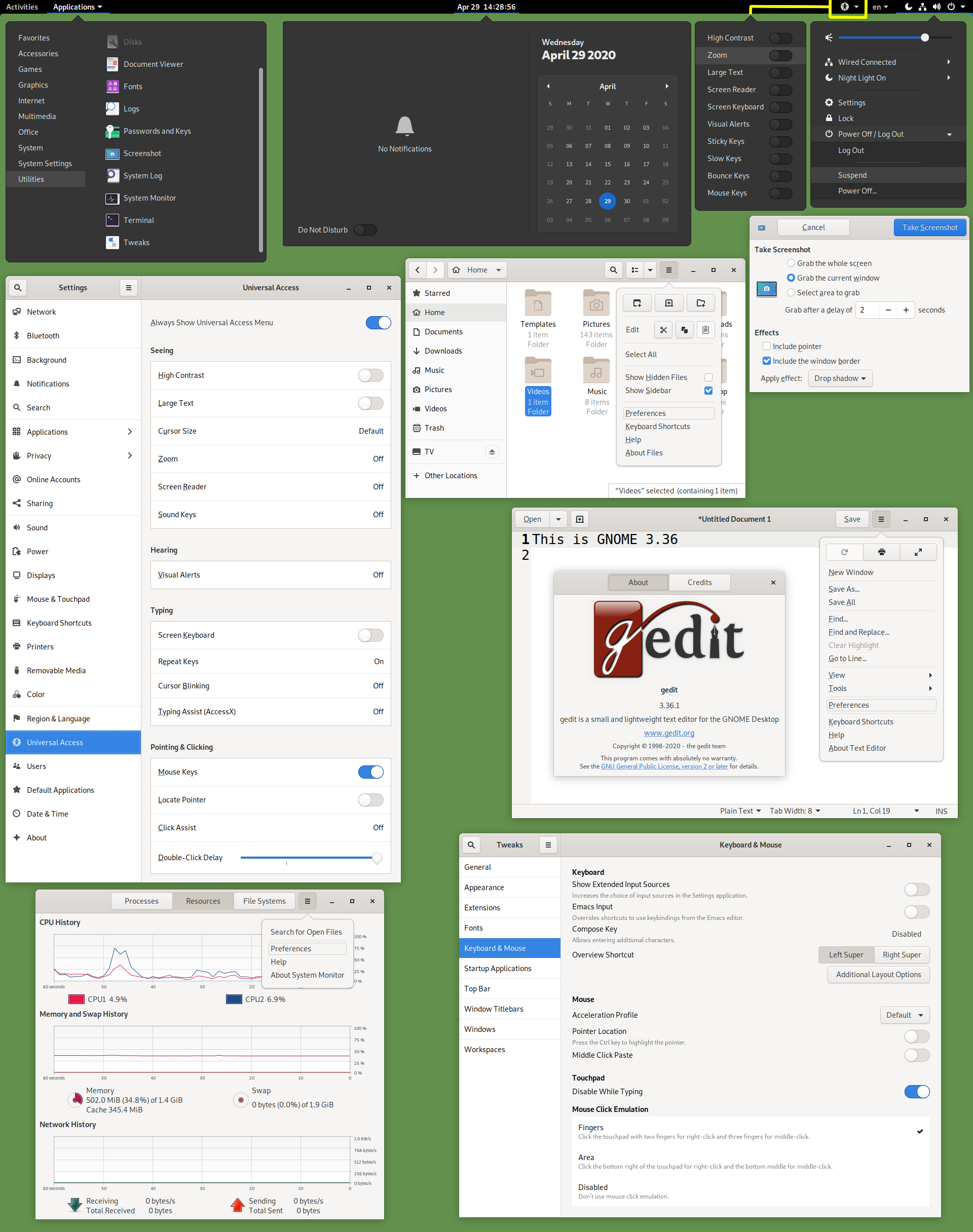
GNOME 3.36

GNOME 3.36は、2020年3月11日にリリースされた。このリリースはGresikと名付けられており、機能追加、バグ修正など24000件以上の改善を含んでいる。
本リリースでは、GNOME Shellの拡張機能を管理するExtensionsアプリが追加されたほか、ロックスクリーンを始めとしたシステムUIの改善が図られた。また、その他にもSettingsアプリの改善などが行われている。

### GNOME 3.38

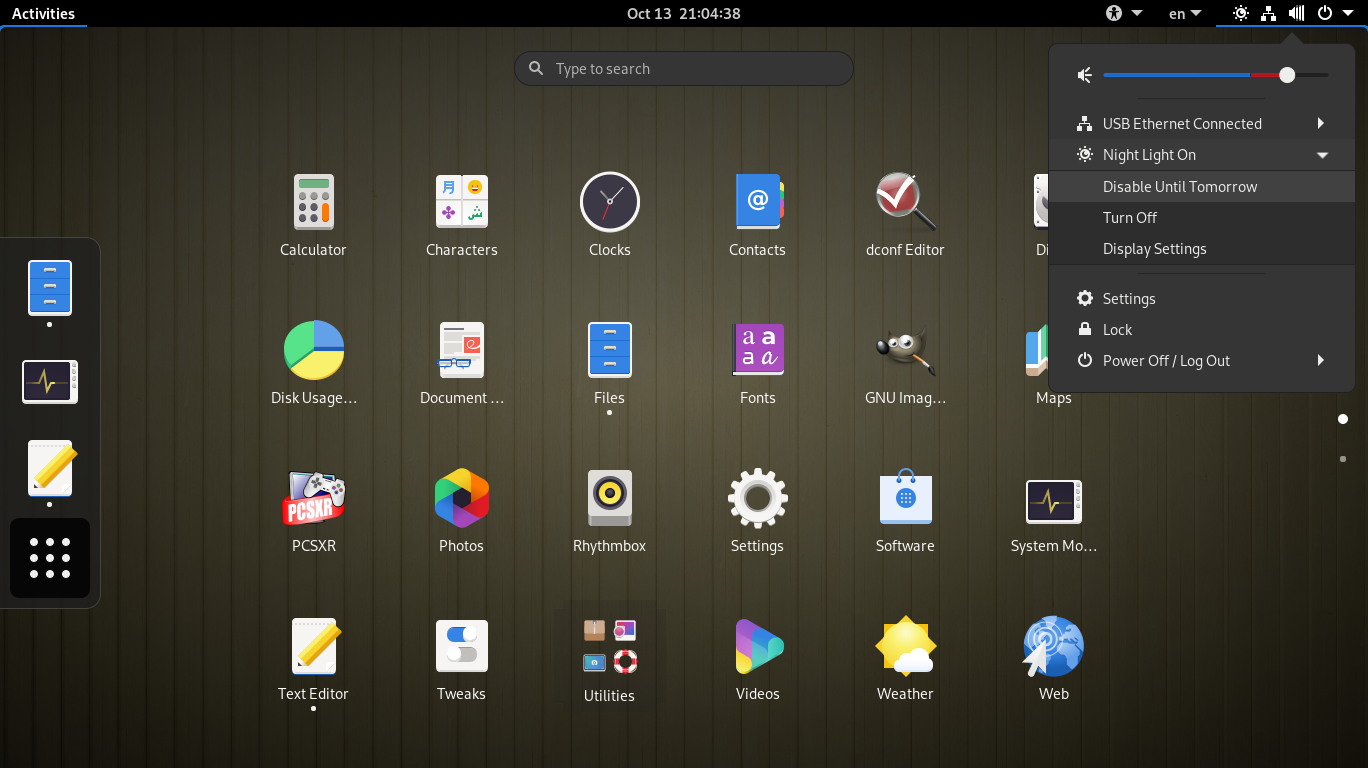
GNOME 3.38

GNOME 3.38は、2020年9月16日にリリースされた。このリリースは、”Orbis”と名付けられており、28000件以上の改善を含む。
このリリースでは、Rustで新たに開発されたTourアプリが導入されたほか、ペアレンタルコントロール、GNOME Shellのアプリケーションビューなどに対して多数の改善が加えられている。また、リリース時点の計画として、次リリースはGNOME 40となることが予定されている。